# مکانیسم ماشه
مکانیسم ماشه یا اسنپ‌بک (به انگلیسی: Snapback Mechanism) سازوکاری در چارچوب برنامه جامع اقدام مشترک (برجام) است که به اعضای دائمی شورای امنیت سازمان ملل متحد اجازه می‌دهد در صورت نقض تعهدات از سوی ایران، بدون نیاز به رأی‌گیری، تحریم‌های قبلی شورای امنیت را دوباره اعمال کنند.
وجه تسمیه «ماشه» یا «اسنپ‌بک» از آنجاست که مانند کشیدن ماشهٔ تفنگ، تنها یک بار تصمیم‌گیری در شورای امنیت می‌تواند به بازگشت ناگهانی تحریم‌ها منتهی شود. مطابق این قطعنامه، لازم نیست تمام اعضای شورای امنیت برای بازگشت تحریم‌ها رأی مثبت دهند؛ بلکه صرفاً کافی است یکی از اعضای دائم آن ادعای «عدم پایبندی اساسی» ایران را مطرح کند.

## پیش‌زمینه
این سازوکار در جریان مذاکرات هسته‌ای ایران و قدرت‌های جهانی (گروه ۱+۵) برای اطمینان از اجرای تعهدات ایران طراحی شد. پس از امضای برجام در ۲۰۱۵، قطعنامه ۲۲۳۱ شورای امنیت آن را تصویب و مکانیسم ماشه را به‌طور رسمی وارد نظام حقوق بین‌الملل کرد.
انتقادات زیادی به محمدجواد ظریف رئیس تیم مذاکره کننده و وزیر وقت خارجه ایران به‌دلیل امضای این سازوکار که به پیشنهاد ایالات متحده آمریکا در برجام گنجانده شده بود، وارد شد. با این حال، او در سال ۱۳۹۴ وجود مکانیسم ماشه در برجام را رد کرد ولی در سال ۱۳۹۸ گفت که مکانیسم ماشه قابل عملیاتی شدن نیست.

## نحوهٔ اجرا
بر اساس قطعنامه ۲۲۳۱، اگر یکی از طرف‌های توافق ادعا کند که ایران به تعهداتش عمل نکرده است، می‌تواند اطلاعیه‌ای به شورای امنیت ارائه دهد. در این صورت شورای امنیت ۳۰ روز فرصت دارد تا با رأی‌گیری، جلوی بازگشت تحریم‌ها را بگیرد؛ امّا چون هر عضو دائم حق وتو دارد، عملاً هیچ کشوری نمی‌تواند مانع بازگشت خودکار تحریم‌ها شود. از این رو، اصطلاح «ماشه» به مفهوم فعال شدن سریع و اجتناب‌ناپذیر این فرایند است. ۲۷ تیرماه ۱۴۰۴ فرانسه، بریتانیا و آلمان اعلام کردند که خواهان از سرگیری مذاکرات با مقامات جمهوری اسلامی ایران دربارهٔ برنامه هسته‌ای این کشور هستند و در صورت عدم پاسخگویی ایران به این خواسته، تا پایان تابستان مکانیسم ماشه و تحریم‌های سازمان ملل متحد را دوباره اعمال می‌کنند.

### مناقشه بر سر استفادهٔ آمریکا
در ۲۰۲۰، ایالات متحده آمریکا پس از خروج از برجام در ۲۰۱۸، به‌طور یکجانبه مدعی شد که ایران تعهداتش را نقض کرده و خواستار بازگرداندن تحریم‌ها شد. این اقدام با مخالفت شدید کشورهای اروپایی، روسیه و چین روبه‌رو شد. آن‌ها اعلام کردند که آمریکا با خروج از توافق، صلاحیت استفاده از مکانیسم ماشه را از دست داده است.

## نقدها و واکنش‌ها
برخی از تحلیل‌گران بر این باورند که مکانیسم ماشه، تعادل تصمیم‌گیری در شورای امنیت را به‌هم زده و به کشورهای خاصی قدرتی نامتناسب می‌دهد. همچنین استفادهٔ یکجانبه از این سازوکار، می‌تواند مشروعیت نهادهای بین‌المللی را زیر سؤال ببرد.
- علی‌اکبر ولایتی مشاور رهبر ایران گفت که سید علی خامنه‌ای با این مکانیسم مخالف بود و خلاف میل او آن را امضا کردند. در نهایت، مسئولان مذاکره به برخی پیشنهادهای وی دربارهٔ برجام عمل کردند و برخی دیگر را عمل نکردند.[۱۸]
- نمایندگان مجلس شورای اسلامی در واکنش به این تهدیدات گفتند که اروپا در شرایطی نیست که حق استفاده از این ابزار را داشته باشد و آن‌ها سال‌هاست به تعهدات برجامی‌شان عمل نکرده‌اند.[۱۹]
- حسن روحانی در سال ۱۳۹۹ با اشاره به قصد آمریکا برای فعال کردن مکانیسم ماشه گفت: «برجام تنها برای کسانی است که در داخل آن هستند و آمریکا نمی‌تواند از این مکانیسم برای بازگرداندن تحریم‌های علیه ایران استفاده کند.»[۲۰]
- سخنگوی کمیسیون امنیت ملی مجلس شورای اسلامی گفت: «بحثی در کمیسیون دربارهٔ پیامدها و موضوع فعال‌سازی مکانیسم ماشه توسط اعضای برجام به ویژه تروییکای اروپایی مطرح شد؛ لذا اکثریت اعضای کمیسیون پیشنهاد کردند که طرحی تهیه و به مجلس ارائه شود با این مضمون و محتوا که در صورت فعال‌سازی مکانیسم ماشه یا اسنپ‌بک، دولت ملزم به خروج از ان‌پی‌تی شود.»[۲۱]
- محمدباقر ذوالقدر، دبیر مجمع تشخیص مصلحت نظام در واکنش به احتمال فعال شدن مکانیسم ماشه گفت: «بر فرض هم که فعال شود، هیچ تأثیری ندارد و ما نباید نگران این مسئله باشیم، البته بعید نیست که اروپایی‌ها آن را فعال کنند، امّا هیچ تأثیری ندارد.»[۲۲]

## پیامدهای فعال‌سازی مکانیسم ماشه

### پیامدهای اقتصادی
- بازگشت تحریم‌های شورای امنیت: از سرگیری تحریم‌های بین‌المللی به‌ویژه در حوزه‌های بانکی، نفتی و کشتیرانی، تأثیراتی جدی بر اقتصاد ایران می‌گذارد. شرکت‌های خارجی از ترس مجازات‌های سازمان ملل و نیز محدودیت‌های بانکی، از همکاری با ایران صرف‌نظر می‌کنند.
- سقوط ارزش پول ملی: با فعال‌سازی مکانیسم ماشه، اعتماد عمومی به آیندهٔ اقتصادی ایران کاهش یافته و متعاقباً می‌تواند منجر به افزایش نرخ ارزهای خارجی و تنزل ارزش ریال شود.
- کنار رفتن شرکت‌های خارجی: سرمایه‌گذارهای بین‌المللی به‌دلیل عدم اطمینان از ثبات قانونی و خطر تحریم، تمایلی به ورود به بازار ایران نخواهند داشت.[۲۳][۲۴]

### پیامدهای سیاسی
- انزوای دیپلماتیک یا ائتلاف‌های جدید: چنانچه مکانیسم ماشه بدون توافق سایر اعضای برجام اعمال شود، ممکن است ایران سیاست‌های بین‌المللی خود را به سمت شرکایی نظیر روسیه و چین سوق دهد و به سمت ائتلاف‌ها و همکاری‌های اقتصادی-نظامی جدید حرکت کند.[۲۵]

### پیامدهای دفاعی و فناوری
- تحریم تسلیحاتی و ممنوعیت آزمایش‌های موشکی: با فعال شدن مکانیسم ماشه و متعاقباً بازگشت قطعنامه‌های شورای امنیت سازمان ملل از جمله قطعنامه ۱۹۲۹، تحریم‌های تسلیحاتی و هسته‌ای ایران دوباره اعمال خواهند شد. بدین ترتیب، سایر کشورهای جهان موظف می‌شوند که مانع از تأمین و فروش مستقیم و غیرمستقیم هرگونه تانک‌های جنگی، ماشین‌های جنگی زرهی، سیستم‌های دارای کالیبر سنگین، هواپیماهای جنگی، بالگردهای تهاجمی، ناوها، موشک‌ها یا سیستم‌های موشکی که در زمرهٔ سلاح‌های متعارف (غیرهسته‌ای) ثبت‌شده در سازمان ملل هستند و همچنین تجهیزات مرتبط با آن‌ها از قبیل قطعات یدکی و اقلامی که توسط شورای امنیت یا کمیته پیگیری‌کننده قطعنامه ۱۷۳۷ مشخص شده‌اند، به ایران شوند. همچنین همهٔ کشورها باید مانع از تأمین آموزش‌های فنی، منابع و خدمات مالی، رهنمود یا دیگر خدمات و کمک‌هایی که مرتبط با تأمین، فروش، انتقال و تهیه، ساخت، نگهداری و استفاده از چنین تسلیحات و مواد مرتبط با آن‌ها به ایران از طریق اتباع خود یا از طریق خاک خود شوند. از سوی دیگر، ایران نباید هیچ‌یک از فعالیت‌های مربوط به موشک‌های بالستیکی را انجام دهد؛ موشک‌هایی که قادر به حمل و پرتاب سلاح‌های هسته‌ای باشند و از جمله پرتاب‌هایی که با استفاده از فناوری موشک بالستیک انجام می‌گیرد.[۲۶]
- تحریم حوزهٔ فناوری هسته‌ای: بر اساس قطعنامه ۱۹۲۹، محدودیت‌هایی بر صادرات اقلام حساس مربوط به غنی‌سازی اورانیوم، بازفرآوری، آب سنگین و تولید سلاح‌های هسته‌ای به ایران وضع می‌شود و برخی شرکت‌ها و افراد جدید از جمله فعالان حوزهٔ سانتریفیوژ، معادن اورانیوم و مؤسسات پوششی وزارت دفاع ایران، به فهرست تحریم‌ها افزوده می‌شوند.[۲۷]